# Hamsza

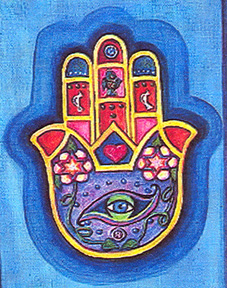

A hamsza (arab: خمسة, (khamsza) héber: חמסה) — tenyér formájú védelmező amulett, amelyet az arabok és a héberek használnak. Más nevén isten keze. A hamsza szó sémi eredetű, jelentése öt. Általában a hamsza szimmetrikus, egy-egy hüvelykujjal mindkét oldalán, ezáltal nem az anatómiai tenyér mintát követi. Maga a jel máshol is előfordul, például Júdeában és a muszlimoknál, pedig még az előtt megjelent, mint a vallásuk és összeköttetésben állt Tanit istennővel, a föníciai hold istennővel, Karthágó város védnöknőjével.

## Eredete
Régészeti bizonyítékok támasztják alá, hogy a lefele néző hamszát egyes területeken az emberek úgy használták, mint védő amulett még azelőtt, hogy a monoteista vallás követői tették volna. Univerzális jelképe a védelemnek, a nyitott jobb tenyér jel még a mezopotámiai műalkotásokon előfordul a Mudrában is. Az isteni védelemnek szimbólumai, amik a kéz jelképén alapszanak, magába foglalják Vénusz (vagy Aphrodité) és Mária kezét, amelyeket arra használtak, hogy megvédjék a nőket a negatív hatásoktól a növekvő termékenység, szoptatás, az egészséges terhesség és a gyenge szervezet megerősítése alatt.
Egyes területek úgy vallják, hogy Hamsza és Mano Pantea (két ujjas) amulettek összeköttetésben állnak, de az utóbbit főként az ősi egyiptomiak használták. Ebben az amulettben a két ujj Íziszt és Oziriszt szimbolizálják, a hüvelykujj pedig a gyereküket. A két ujj a szülők szellemének előhívására volt  használatos, hogy megvédjék a gyereküket. Másik feltevés szerint a hamsza származási nyoma felfedezhető Karthágóban, ahol a kezet (vagy egyes esetekben vulvát) a legfőbb istenség Tanit használta a negatív hatások ellen. Bruno Barbatti szerint abban az időben ez a motívum volt a legfontosabb jele az apotropaikus mágiának az iszlám világban, ámbár sok korabeli előadás úgy véli, hogy szexszimbólum.
A hamsza útja a héber kultúrában és az elterjedése főként a héber közösségekben (szefárdok és mizrahik) figyelhető meg, hála a használatának az iszlám vallásban. A hamszát a zsidók vették fel és használták, az iszlám világban, és a keresztények között is elfogadhatóvá vált, mint szerencse hozó.

## Júdeai hamsza
A judaizmusban a hamsza egyaránt elterjedt, mint „Ötös kéz” vagy „Miriam keze”, Mózes és Áron testvére neve szerint. Úgy tartják, hogy a hamsza összeköttetésben áll a Tóra öt könyvével. 

## Arab hamsza

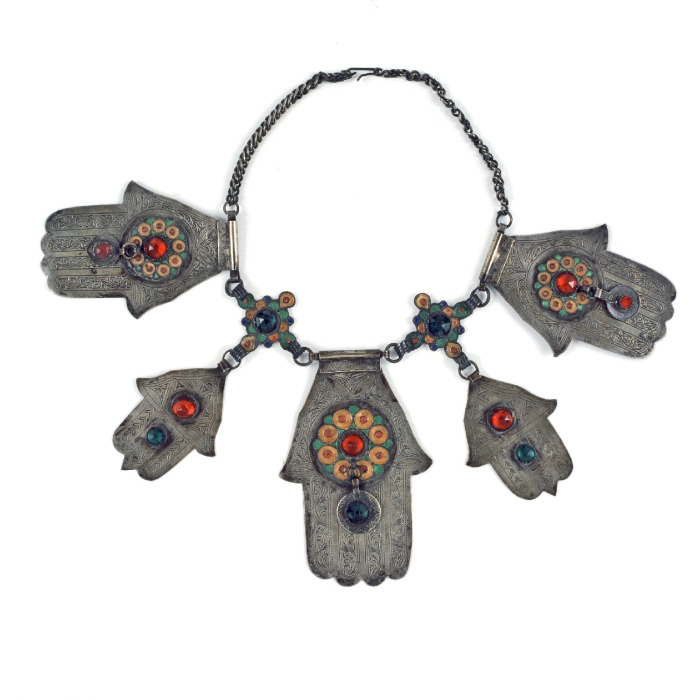

Az iszlámban hamszát úgy is nevezik, mint „Fátima keze”, Mohamed fiatalabb lánya neve szerint, akit kapcsolatban tartanak nagyon sok csodával, például az eső előhívásával. A legenda szerint, Fátima egyszer ételt kevergetett a tűz fölött, amikor is a férje, Ali egy nővel jött haza, akit éppen most vett el. A fájdalom sújtotta Fátima beleejtette a kanalat a forró ételbe, de folytatta a keverést a saját puszta kezével, mit sem törődve a fájdalommal. Ezek után a keze szimbolizálta a türelmet és a hitet. A hamszát egyaránt tartják még az iszlám ötös oszlop szimbólumának is. 
Spanyolországban, az iszlám uralkodás után, a hamsza használata nagyon sokat jelentett, emiatt a Püspöki Bizottság, amit 1526-ban V. Károly hívott össze, kiadta azt a törvényt, miszerint betiltja az összes Fatima kezet és vele együtt az összes amulettet, ami arra hasonlít.

## Hamsza használata a védelem érdekében

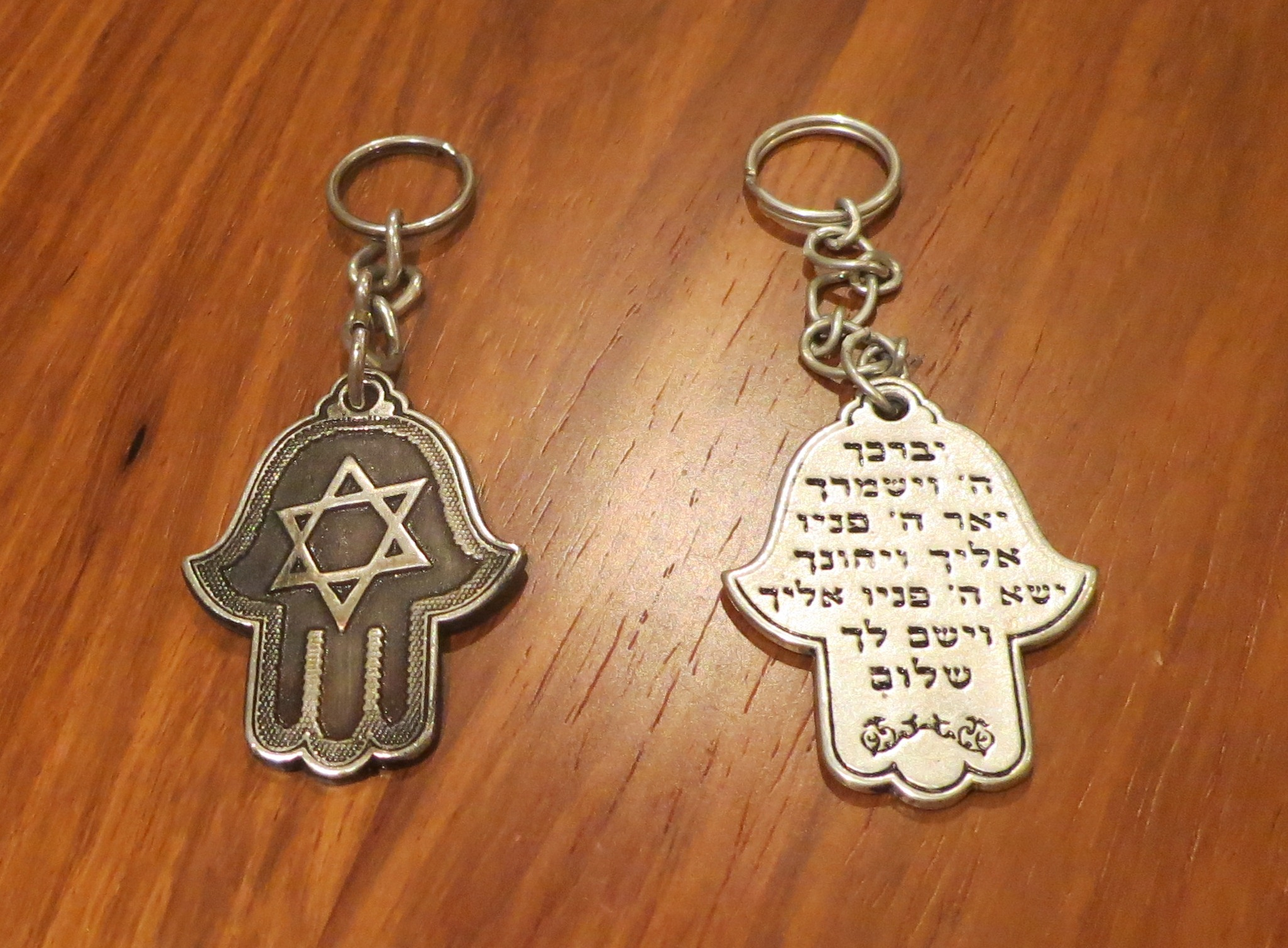

A hamszát használják az ördög szeme elűzésére is. A szimbólumot meg lehet találni a ház bejáratánál, a kocsiban, kulcstartókon, karkötőkön és medálok formájában is. 
Gyakran fordul elő, hogy az amulettben más szimbólumok is felfedezhetőek, például szemek, halak vagy a Dávid-csillag. Úgy tartják, hogy a kék, de főként a világoskék szintén távol tartja a negatív hatásokat, emiatt általában ilyen színű hamszát szoktunk látni. A judaizmusban gyakran díszítik imákkal az amuletteket, hogy védelmezze a viselőjét.

## Fordítás
Ez a szócikk részben vagy egészben  a   Hamsa című angol Wikipédia-szócikk ezen változatának fordításán alapul.  Az eredeti cikk szerkesztőit annak laptörténete sorolja fel. Ez a jelzés csupán a megfogalmazás eredetét és a szerzői jogokat jelzi, nem szolgál a cikkben szereplő információk forrásmegjelöléseként.